# Карьково (Мантуровский район)
Карьково — посёлок в Мантуровском районе Костромской области, в составе Леонтьевского поселения. На уровне муниципального устройства входит в состав городского округа города Мантурово, до 2018 года входил в состав Леонтьевского сельского поселения Мантуровского муниципального района.
Расположен на правом берегу реки Унжи, в 15 км к юго-западу от райцентра Мантурово. В Карьково действует «Усольская средняя школа», сельский дом культуры, имеется отделение почты, действующий Воскресенский храм 1861 года постройки, имеются источники минеральной воды.

## Население
| 2008 | 2010 | 2014 |
| ---- | ---- | ---- |
| 358  | ↘309 | ↗323 |